# Claudino dos Santos
Claudino Rogoberto Ferreira dos Santos (Recife, 4 de janeiro de 1862 - Curitiba, 31 de janeiro de 1917) foi um advogado, poeta, dramaturgo, jornalista e político brasileiro. Foi prefeito de Curitiba, ocupando o cargo a partir de 1916 até o seu falecimento.

## Biografia
Filho de Ignácio Ferreira dos Santos e Rosa Alexandrina Galvão, na adolescência foi aluno de Tobias Barreto e aos vinte e quatro anos de idade diplomou-se em advogacia pela Faculdade de Direito de Recife. Ainda estudante na faculdade, publicou três livros de poesia: "Estatuetas" (1883); "Ebulições" (1884) e "Sons e Brados" (1886).
Em 1889, começou a escrever no "Diário de Notícias" de Recife e logo em seguida mudou-se para o Paraná, com a intenção de atuar como Advogado. Na capital paranaense, começou e escrever no jornal "A Federação" (de Curitiba), periódico que defendia o federalismo no Brasil e com a vitória do governo na Revolução Federalista e a retomada de Curitiba pelas tropas de Floriano Peixoto, Claudino se exilou na Europa por alguns anos.
Em seu retorno ao Paraná, fundou o Colégio Paranaense, lançou o livro "Primeiro e Segundo Livro de Leitura" e começou a exercer cargos públicos, como: Secretário de Viação, diretor de Instrução Pública, Secretário do Interior e Justiça, juiz municipal e federal de Morretes e secretário de Obras Públicas e Colonização.
Em 1896, escreveu uma peça de teatro denominada "Fui a Curitiba" e no mesmo ano lançou "À memória de Carlos Gomes". Também escreveu: "O batizado" (livro de poesia lançado em 1899), "Poema da dor" (poesias de 1902) e contribuiu para "Mosaico poético", coletânea de poesias lançada em Recife, em obra póstuma.
Em 1906 foi eleito Deputado Estadual pelo Partido Republicano Federal e em 1916 elegeu-se Prefeito de Curitiba pelo Partido Republicano Paranaense, cargo este, que ocupou até a data de seu falecimento. Claudino dos Santos foi casado com Elvira Alves Branco e teve sete filhos, entre eles, o Deputado Federal Arthur Ferreira dos Santos.